# Бързата Лейн
„Бързата Лейн“ (на английски: Fast Layne) е американски комедиен сериал, който се излъчва по Disney Channel от 15 февруари до 31 март 2019 г. В сериала участват Софи Полоно, София Росински, Брандън Росел и Уинслоу Фегли.

## Актьорски състав
- Софи Полоно – Лейн Рийд[1]
- София Росински – Зора Морис,[1] съседка на Лейн и най-добрата ѝ приятелка.
- Брандън Росел – Коуди Кастило,[1] момчето от училището, който работи в гаража и любовната тръпка на Лейн.
- Уинслоу Фегли – Мел, братовчедка на Лейн
- Нейт Торенс – гласът на ВИН
- Даяна Банг – Куон
- Енид-Рей Адамс – Шерил
- Дейвид Милчард – Роб
- Майкъл Адамтуейт – Ригинс
- Кейтлин Хоудън – Леля Бети
- Рийс Александър – Директор Мъгбий
- Тай Консигило – Джаспър

### Гост-звезди
- Ана Катчарт – Ана,[2][3][4] съученичка на Лейн
- Андрю Петрю – Алонцо[2]

## В България
В България сериалът започва излъчване по локалната версия на Дисни Ченъл с дублаж на български език, записан в дублажно студио „Александра Аудио“. В него участват Татяна Етимова, Милица Гладнишка, Момчил Степанов и други.